# Martin Hansen (Fußballspieler)
Martin Hansen (* 15. Juni 1990 in Glostrup) ist ein dänischer Fußballtorhüter. Er steht bei Odense BK unter Vertrag und ist ehemaliger dänischer Nachwuchsnationaltorwart.

## Karriere

### Vereine
Hansen hatte seine Karriere in der Jugend des dänischen Clubs Brøndby IF begonnen, bevor er 2006 nach England zum FC Liverpool wechselte. Dort spielte er ebenfalls in der Jugend, mit der er 2007 den FA Youth Cup gewann. 2010 rückte er in den Profikader auf und erhielt die Rückennummer 41. Am 27. Juli 2011 lieh ihn Bradford City für einen Monat aus. Dort gab er am 6. August 2011 bei der 1:2-Heimniederlage gegen Aldershot Town sein Debüt im Herrenbereich. Während seiner restlichen Zeit als Leihspieler folgten drei weitere Einsätze, die er alle über die volle Spielzeit absolvierte. Nachdem Verhandlungen über eine Verlängerung des Leihvertrages gescheitert waren, kehrte er zum FC Liverpool zurück.
Ende Januar 2012 wechselte Hansen zu Viborg FF, mit denen er die Saison 2012/13 als Stammspieler absolvierte. Anschließend wechselte er nach einer Saison beim FC Nordsjælland im Juli 2014 in die Niederlande zu ADO Den Haag. Dort erzielte er am ersten Spieltag der Eredivisie 2015/16 im Spiel gegen die PSV Eindhoven in der fünften Minute der Nachspielzeit mit der Hacke das Tor zum 2:2.
Zur Saison 2016/17 ging Hansen in die deutsche Bundesliga zum FC Ingolstadt 04. Sein Vertrag lief ursprünglich bis 2020. Zunächst war er Ersatztorhüter hinter Ørjan Nyland; er gab am 5. November 2016 bei der 0:2-Niederlage am 10. Spieltag gegen den FC Augsburg sein Bundesligadebüt. Hansen bestritt als Stammtorhüter insgesamt 23 Bundesligaspiele und stieg mit den Ingolstädtern als Tabellen-17. aus der Bundesliga ab. In der 2. Bundesliga kam er zu drei Einsätzen.
Ende August 2017 wurde er bis Saisonende in die Eredivisie an den SC Heerenveen verliehen. Mit dem SC Heerenveen verpasste Hansen die Qualifikation für das internationale Geschäft.
Im Juli 2018 verließ Hansen den FC Ingolstadt 04 endgültig und wechselte in die Super League zum FC Basel; er erhielt einen Zweijahresvertrag. Mit dem Verein gewann er den Schweizer Cup. Im Juli 2019 wurde Hansens Vertrag aufgelöst.
Im August 2019 schloss sich Martin Hansen Strømsgodset IF in der ersten norwegischen Liga an. Als zweiter Torwart des Klubs absolvierte er 13 Partien und belegte mit Strømsgodset IF den elften Platz.
Nach seinem Vertragsende kehrte der Däne in die 2. Bundesliga zurück und erhielt einen bis Juni 2021 gültigen Vertrag bei Hannover 96. Dort ist er als Nachfolger des gewechselten Michael Esser als Ersatz von Ron-Robert Zieler eingeplant. Während der Sommervorbereitung 2022 wurde Hansen vom neuen Cheftrainer Stefan Leitl, mit dem er bereits in Ingolstadt zusammengearbeitet hatte, aus dem Profikader gestrichen.
Anfang August 2022 kehrte Hansen nach Dänemark zurück und schloss sich Odense BK an, wo er einen Zweijahresvertrag unterschrieb. Dort wurde er sofort Stammtorwart und wurde mit seinem Verein in der Abstiegsrunde Zweiter, der gleichbedeutend mit dem Klassenerhalt war. Im Juni 2023 verlängerte Hansen seinen Vertrag bis Sommer 2026. In seinem zweiten Jahr stieg er mit „OB“ aus der Superliga ab.

### Nationalmannschaft
Hansen durchlief die dänischen Jugendnationalmannschaften von der U16 bis zur U19 und absolvierte ein Spiel für die U21.

## Titel und Erfolge
FC Liverpool
- FA-Youth-Cup-Sieger: 2007